# Memecylon littorale
Memecylon littorale är en tvåhjärtbladig växtart som beskrevs av Elmer Drew Merrill. Memecylon littorale ingår i släktet Memecylon och familjen Melastomataceae. Inga underarter finns listade i Catalogue of Life.